# Amtsgericht Marktheidenfeld

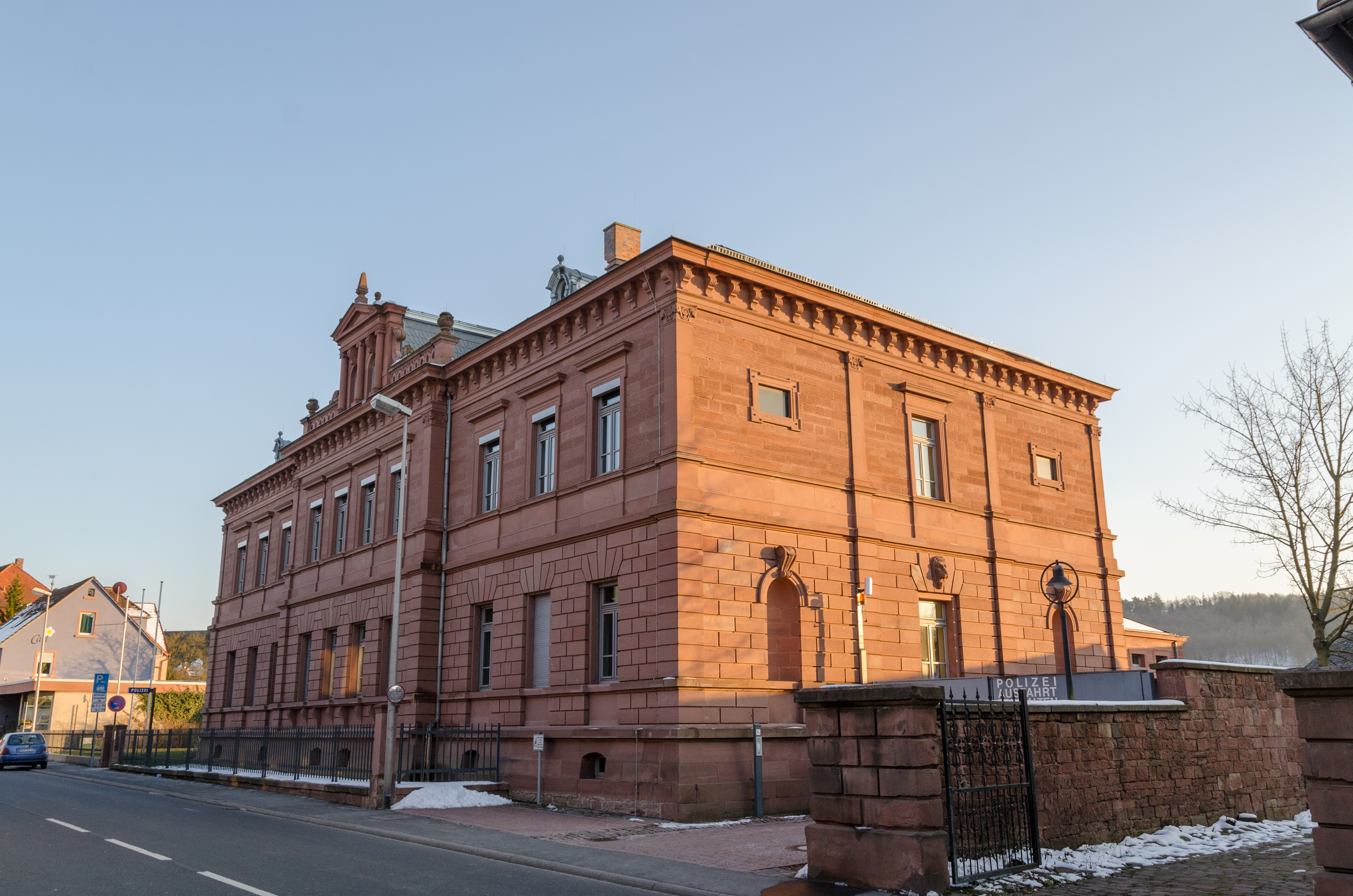
Ehemaliges Gerichtsgebäude in Marktheidenfeld (vor 2014)

Das Amtsgericht Marktheidenfeld war von 1879 bis 1973 ein eigenständiges Gericht der ordentlichen Gerichtsbarkeit in Marktheidenfeld. Als Zweigstelle bestand es noch bis 1977.

## Geschichte
Das Amt Marktheidenfeld des Hochstiftes Würzburg wurde 1803 zugunsten Bayerns säkularisiert und in einem Grenzbereinigungsvertrag 1807 dem Großherzogtum Würzburg überlassen, mit dem es 1814 endgültig an Bayern fiel.
Im Jahre 1814 wurde Marktheidenfeld Sitz des Landgerichtes Homburg, Vorläufer des Landgerichtes Marktheidenfeld, einem Landgericht älterer Ordnung. Die Landgerichte waren im Königreich Bayern Gerichts- und Verwaltungsbehörden, die 1862 in administrativer Hinsicht von den Bezirksämtern und 1879 in juristischer Hinsicht von den Amtsgerichten abgelöst wurden. Anlässlich der Einführung des Gerichtsverfassungsgesetzes am 1. Oktober 1879 wurde daher ein Amtsgericht zu Marktheidenfeld errichtet, dessen Sprengel aus dem bisherigen Landgerichtsbezirk Marktheidenfeld gebildet wurde.
Das Amtsgericht Marktheidenfeld wurde zum 30. Juni 1973 aufgehoben.
Die am 1. Juli 1973 eingerichtete Zweigstelle Marktheidenfeld des Amtsgerichtes Gemünden am Main wurde bereits zum 30. Juni 1977 aufgehoben.

## Gebäude
Das Gericht befand sich in der Würzburger Straße 6. Es ist ein zweigeschossiger Walmdachbau mit übergiebeltem Mittelrisalit und reich gegliederter Sandsteinquaderfassade. Der Neurenaissancebau wurde 1886/87 errichtet. Nach entsprechendem Umbau befindet sich heute dort die Polizeiinspektion Marktheidenfeld.

## Übergeordnete Gerichte
Dem Amtsgericht in Marktheidenfeld war das Landgericht Aschaffenburg übergeordnet. Zuständiges Oberlandesgericht war das Oberlandesgericht Bamberg.